# Потвора Франкенштайна
Потвора Франкенштайна (або Потвора Франкенштейна; англ. Frankenstein's monster; створіння Франкенштайна, монстр Франкенштайна, також помилково називають просто «Франкенштайном») — один з головних дійових осіб роману Мері Шеллі «Франкенштайн, або Сучасний Прометей» (1818), а також персонаж безлічі книжкових, драматичних і кінематографічних адаптацій.

## Походження персонажа
У романі Віктор Франкенштайн хоче створити живу істоту з неживої матерії. В результаті у нього виходить істота, вигляд якої Франкенштайна жахає:
Як описати мої почуття при цьому жахливому видовищі, як зобразити нещасного, якого я створив з такими неймовірними зусиллями? А тим часом члени його були пропорційні і я підібрав для нього красиві риси. Красиві — Боже великий! Жовта шкіра надто туго обтягувала його м'язи та жили; волосся було чорне, блискуче і довге, а зуби білі як перли; але тим страшнішим був їх контраст з водянистими очима, що майже не відрізнялися кольором від очних ямок, з сухою шкірою і вузьким прорізом чорного рота. <…> На нього неможливо було дивитися без здригання. Ніяка мумія, повернена до життя, не могла бути жахливішою за цю потвору. Я бачив своє творіння незакінченим; воно й тоді було потворне; але коли його суглоби та м'язи почали рухатися, вийшло щось страшніше, ніж усі вигадки Данте. <…> Над ним схилилася якась істота, яку не опишеш словами: гігантського зросту, але потворно непропорційна та незграбна. Її обличчя, схилене над труною, приховували пасма довгого волосся; видно було лише величезну руку, яка кольором і виглядом нагадувала тіло мумії.Оригінальний текст (англ.)
How can I describe my emotions at this catastrophe, or how delineate the wretch whom with such infinite pains and care I had endeavoured to form? His limbs were in proportion, and I had selected his features as beautiful. Beautiful! Great God! His yellow skin scarcely covered the work of muscles and arteries beneath; his hair was of a lustrous black, and flowing; his teeth of a pearly whiteness; but these luxuriances only formed a more horrid contrast with his watery eyes, that seemed almost of the same colour as the dun-white sockets in which they were set, his shrivelled complexion and straight black lips. <…> Oh! No mortal could support the horror of that countenance. A mummy again endued with animation could not be so hideous as that wretch. I had gazed on him while unfinished; he was ugly then, but when those muscles and joints were rendered capable of motion, it became a thing such as even Dante could not have conceived. <…> Over him hung a form which I cannot find words to describe--gigantic in stature, yet uncouth and distorted in its proportions. As he hung over the coffin, his face was concealed by long locks of ragged hair; but one vast hand was extended, in colour and apparent texture like that of a mummy.

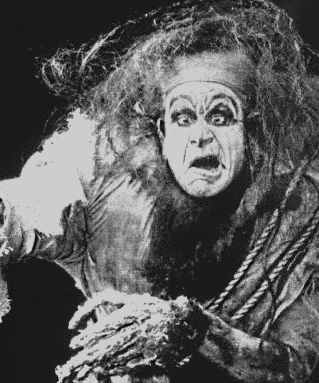
Чарлз Огл у ролі Потвори Франкенштайна у фільмі 1910 року

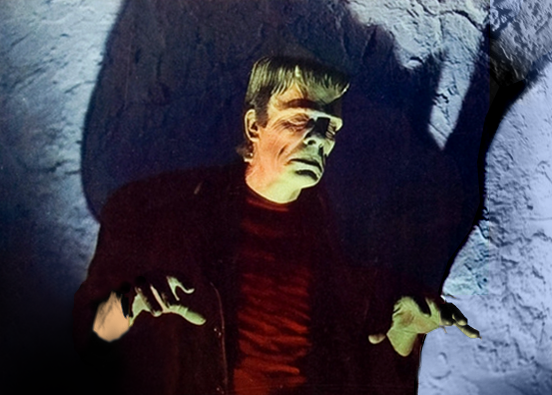
Гленн Стрейндж у ролі Потвори Франкенштайна у фільмі «Дім Дракули» (1945)

Спосіб створення істоти в романі не деталізовано, він досить розпливчатий, сам Франкенштайн ухиляється від будь-яких пояснень, щоб уникнути повторення експерименту. Згадано лише деякі хімічні прилади, неназвані матеріали, а сам процес описано як огидний:

Я збирав кістки в склепах; я блюзнірською рукою вторгався в найпотаємніші куточки людського тіла. <…> Бійня та анатомічний театр постачали мені більшість моїх матеріалів; і я часто здригався від огиди, але, пришпорений нетерпінням, все ж вів роботу до кінця.
Оригінальний текст (англ.)
I collected bones from charnel-houses and disturbed, with profane fingers, the tremendous secrets of the human frame. <…> The dissecting room and the slaughter-house furnished many of my materials; and often did my human nature turn with loathing from my occupation, whilst, still urged on by an eagerness which perpetually increased, I brought my work near to a conclusion.

Суть процесу полягала в оживленні неживої/мертвої матерії, але Франкенштайн також мріяв, що розвиток його відкриття призведе до можливості «давати друге життя тілу, яке смерть вже прирекла на зникнення». Можливо, ця мрія Франкенштайна, яка в романі не набула жодного розвитку, і привела до подальшого використання ідеї про оживлення мертвих тіл у наступних творах, в яких використано образи Потвори Франкенштайна. Поверхнево описаний у романі процес створення «подруги» істоти на віддаленому острові, «населення якого складалося з 5 осіб» і куди неможливо було самостійно доставити великі вантажі, дозволяє припустити, що Потвору створено здебільшого зі штучних матеріалів.

## Потвора Франкенштайна в культурі
Найвідоміший образ Потвори Франкенштейна створив у фільмах режисера Джеймса Вейла «Франкенштайн» (1931) і «Наречена Франкенштайна» (1935) актор Борисом Карлофф. Однак цей образ дуже відрізняється від Потвори з роману. У романі Потвора не «зшита» зі шматків людських тіл, ідея з блискавкою — теж вигадка кінематографа. У книзі взагалі не згадано, в який спосіб зібрано та оживлено творіння Франкенштайна. Мері Шеллі ретельно обходить будь-які наукові подробиці створення Потвори під приводом того, що Франкенштайн не має права видати цю таємницю, щоб ніхто не зміг повторити його помилку. Дослідники творчості Шеллі вважають, що причиною цього була некомпетентність письменниці в наукових та медичних питаннях, проте, виходячи зі згадуваних у романі праць відомих учених-алхіміків Корнелія Агріппи, Альберта Великого і Парацельса, які з особливою старанністю і пристрастю вивчав Франкенштайн. Шеллі мала на увазі не стільки науковий спосіб створення монстра, скільки алхімічний (Парацельса вважають автором найвідомішого «рецепту» отримання гомункула), що в певному сенсі пов'язує образ Потвори з іншим легендарним штучним створінням — големом. І найочевидніша різниця між Потворою із роману та Потворою із фільму — в їхніх розумових здібностях. «Демон» Мері Шеллі як мінімум не поступався у кмітливості звичайній людині: він навчився швидко читати, складно розмовляти і незалежно мислити. Усі його жорстокі вчинки були не лише осмисленими, але й етично виправданими. Більш того, він сам збирається покарати себе, щоб позбавити світ. Потвора ж із фільму має інтелект п'ятирічної дитини, розмовляє лише простими реченнями і чинить убивства несвідомо. Поширення набув саме образ із фільму. Одним із небагатьох винятків став фільм «Ван Хелсінг», де Потвора є позитивним персонажем та розумовими даними більше нагадує персонажа книги.
У фільмі «Віктор Франкенштейн» персонаж Потвори постає в новій формі: зовні нагадуючи варіант із фільмів з Борисом Карлоффом, цей монстр позбавлений свідомості і чинить люті вбивства чисто інстинктивно, не усвідомлюючи того, що відбувається, і тому швидко гине. У фільмі докладно розповідається, як Франкенштайн та Ігор збирали Потвору, чому він має величезний зріст і що спонукало Віктора його створити.
У масовій культурі також часто зустрічається змішання образів Франкенштайна і створеного ним чудовиська, коли «Франкенштайном» помилково називають не творця, а творіння.

### Кінематограф
- 1910 — Франкенштайн (Чарлз Огл)
- 1915 — Життя без душі
- 1931 — Франкенштайн (Борис Карлофф)
- 1935 — Наречена Франкенштайна (Борис Карлофф)
- 1939 — Син Франкенштайна[en] (Борис Карлофф)
- 1942 — Привид Франкенштайна[en] (Лон Чейні-мол.)
- 1943 — Франкенштайн зустрічає Людину-Вовка[en] (Бела Лугоші)
- 1944 — Будинок Франкенштайна (фільм)[en] (Гленн Стрейндж[en])
- 1945 — Будинок Дракули[en] (Гленн Стрейндж)
- 1948 — Еббот і Костелло зустрічають Франкенштайна[en] (Гленн Стрейндж)
- 1952 — Франкенштайн, епізод серіалу «Казки завтрашнього дня[en]»[1]
- 1957 — Я був підлітком-Франкенштайном[en]
- 1957 — Прокляття Франкенштайна (Крістофер Лі)
- 1958 — Помста Франкенштайна[en]
- 1958 — Дочка Франкенштайна
- 1958 — Франкенштайн-70
- 1964 — Зло Франкенштайна[en] (Ківі Кінгстон[en])
- 1965 — Франкенштайн зустрічає космічного монстра
- 1966 — Джессі Джеймс зустрічає дочку Франкенштайна[en]
- 1966 — Сон Франкенштайна
- 1967 — Франкенштайн створив жінку[en]
- 1968 — Франкенштайн
- 1969 — Франкенштайна слід знищити[en] (Фредді Джонс[en])
- 1970 — Жах Франкенштейна[en] (Девід Проуз)
- 1971 — Дочка Франкенштайна / La figlia di Frankenstein
- 1971 — Дракула проти Франкенштайна (США)
- 1972 — Дракула проти Франкенштайна (Франція—Іспанія; Фернандо Більбао)
- 1972 — Франкенштайн-80
- 1972 — Прокляття Франкенштейна (Фернандо Більбао)
- 1973 — Франкенштайн
- 1973 — Франкенштайн: справжня історія
- 1973 — Плоть для Франкенштайна (реж. Пол Моррісі, Студія Енді Воргола, 1973)
- 1974 — Франкенштайн: історія кохання (телефільм, реж. Боб Тенолт, 1974)
- 1974 — Молодий Франкенштайн (Пітер Бойл)
- 1974 — Франкенштайн та монстр із пекла
- 1975 — Sevimli Frankenstein (турецький ремейк «Молодого Франкенштайна»
- 1977 — Віктор Франкенштейн
- 1981 — Острів Франкенштайна
- 1981 — Франкенштайн: жахлива легенда
- 1984 — Франкенштайн
- 1984 — Франкенвіні
- 1984 — Франкенштайн-90 (Едді Мітчелл[en])
- 1985 — Наречена (Кленсі Браун)
- 1987 — Франкенштайн
- 1987 — Плоть для Франкенштайна
- 1988 — Лікарня доктора Франкенштайна
- 1990 — Франкенштайн звільнений (Нік Брімбл[en])
- 1990 — Франкенштайн Едісона
- 1990 — Франкеншльондра
- 1990 — Дитина Франкенштайна
- 1992 — Франкенштайн (Ренді Квейд)
- 1992 — Франкенштайн
- 1994 — Франкенштайн Мері Шеллі (Роберт Де Ніро)
- 1994 — Франкенштайн (реж. Бак Адамс[ru])
- 1995 — Планета монстрів Франкенштайна
- 1996 — Франкенштайн і я
- 1997 — Будинок Франкенштайна
- 1998 — Відроджений Франкенштайн
- 1998 — Потяг до Франкенштайна
- 1999 — Великий вовк у кампусі[en]
- 2000 — Відроджені Франкенштайн і Людина-Вовк
- 2003 — Франкенштайн: народження монстра
- 2004 — Франкенштайн
- 2004 — Франкенштайн
- 2004 — Ван Хелсінг (Шулер Генслі[en])
- 2005 — Франкенштайн: відроджене зло
- 2006 — Кривавий кошмар Франкенштайна
- 2007 — Франкенштайн
- 2012 — Якось у казці (серіал; 2 сезон, серія 12)
- 2012 — Жити з Франкенштайном / «Living with Frankenstein»
- 2013 — Франкенштайн у коханні / Frankenstein in Love
- 2014 — Франкенштайн і вампір / Frankenstein and the Vampyre: a Dark and Stormy Night
- 2013 — Армія Франкенштайна
- 2014 — Я, Франкенштайн (Аарон Екгарт)
- 2014 — Бульварні жахіття (Рорі Кіннір)
- 2015 — Віктор Франкенштейн (Спенсер Вайлдінг[en])
- 2015 — «Хроніки Франкенштайна» /" the Frankenstein Chronicles " (серіал).
- 2015 — Франкенштейн (Кевін Майкл Річардсон)
- 2017 — Втеча з бібліотеки містера Лемончелло (Джон ДеСантіс)

### Художня література
- Браян Олдіс. «Звільнений Франкенштайн» («Frankenstein Unbound», 1973)[2]
- Теодор Рошчак. «Спогади Елізабет Франкенштайн» («The Memoirs of Elizabeth Frankenstein», 1996)[3]
- Пітер Акройд. «Журнал Віктора Франкенштайна» («The Casebook of Victor Frankenstein», 2009)[4]
- Дін Кунц. "Франкенштайн. Трилогія " («Dean Koontz's Frankenstein, Book one, Prodigal Son» by Bantam Dell, a Division of Randall House Inc., New York 2005)
- Сьюзен Гейбур Окіф "Потвора Франкенштайна "(2011)

### Мультфільми
- 1994 — Жахлива сила (англ. Monster Force)
- 2009 — Франкенкротовина (англ. Mary Shelley's Frankenhole)
- 2012 — Людина-павук. Щоденник супергероя (22 серія 2 сезон)
- 2012 — Франкенвіні (англ. Frankenweenie)
- 2012 — Монстри на канікулах (англ. Hotel Transylvania; оригінальна назва — «Готель Трансільванія»)
- 2014 — Скубі-Ду: Франкен монстр
- 2014 — Монстр Гай: Монстричні мутації. (англ. Monster High)
- 2015 — Монстри на канікулах 2 (англ. Hotel Transylvania 2; оригінальна назва — «Готель Трансільванія 2»)
- 2018 — Монстри на канікулах 3: Море кличе (англ. Hotel Transylvania 3; оригінальна назва — «Готель Трансільванія 3»)
- 2021 — Монстри на канікулах 4: трансформація (англ. Hotel Transylvania: Transformania; оригінальна назва — «Готель Трансільванія: Трансформанія»)

### Відеоігри
- Франкенштайн — Очима Монстра
- Brawl Stars — Френк (один з доступних для гри бійців)
- World of Tanks Blitz — преміумний танк VII рівня Німеччини, має назву «Франкенштанк»
- Hill Climb Racing 2 — легендарний костюм Франкенштайна, одержуваний акцією під час Хелловіну.
- Street Racer — Френк (один з доступних для гри гонщиків)

## Аналоги в інших творах
- У романі-фентезі Роджера Желязни і Роберта Шеклі «Принеси мені голову прекрасного принца» для пробудження Сплячої красуні створюють прекрасного принца, зібраного подібно до Потвори Франкенштайна, причому саму Сплячу красуню теж створено за таким принципом.
- В аніме-серіалі Доля/Апокриф монстр Франкенштайна постає перед глядачем дівчиною, що має клас Берсеркер.
- У фільмі «Наречена реаніматора» одночасно обігрується як ідея чудовиська Франкенштейна, так і ідея Нареченої Франкенштайна.
- Значний вплив образ Потвори Франкенштайна справив на режисера Тіма Бертона, який багато разів створював варіації на цю тему. В його ранньому короткометражному фільмі «Франкенвіні» хлопчик на ім'я Віктор Франкенштайн оживляє свою загиблу собаку. Герой фільму «Едвард Руки-ножиці» — штучно створена істота, якій творець не встиг доробити руки. Один із персонажів мультфільму «Жах перед Різдвом», доктор Фінкельштайн, створює з фрагментів мертвих тіл дівчину Саллі.
- Трохи змінений образ Потвори Франкенштайна присутній у японських кайдзю-фільмах Франкенштайн проти Барагона і Війна Гаргантюа.
- Ідея створити з неживого живе (як монстра Франкенштайна) зустрічається у фільмі «Ох ця наука!» і його рімейку-серіалі «Чудернацька наука». Це показано на початку фільму і в найпершому епізоді телесеріалу, де хлопців надихнув на створення жінки фільм «Наречена Франкенштайна», і заставка серіалу починається з уривку з цього кінофільму. А в першій серії 4 сезону, головні герої і зустрічаються особисто з доктором Франкенштайном і Потворою.
- Одна зі серій «Mermaid Forest», з називою «Принцеса Священного Попелу», розповідає історію маленької дівчинки, єдиної дочки некроманта, створеної подібно до Потвори Франкенштайна.
- В манзі та аніме «Soul Eater» діє персонаж Франкен Штайн, в образі якого змішано риси Віктора Франкенштайна і його Потвори (в його кінематографічному втіленні): цей персонаж — великий, але божевільний експериментатор і вчений, який постійно експериментує над своїми знайомими. У нього незвичайна зовнішність (через експерименти над собою) — він вкритий хірургічними шрамами, а в голові у нього стирчить болт, за допомогою якого він керує своїм безумством.
- У п'ятому епізоді другого сезону серіалу «Якось у казці» персонаж Віктор Вейл (іменований у своєму світі Віктор Франкенштайн) вирушає в казковий світ, щоб добути серце, укріплене чарами. Згодом Віктор використовує це серце для оживлення потвори — істоти, зшитої з останків його покійного брата.
- В одній із серій серіалу «Надприродне», один лікар не створює потвору, але відкриває шлях до безсмертя, використовуючи частини інших людей. Виглядає він подібно до цієї потвори. У 10 сезоні з'являється ціла сім'я Франкештайн, члени якої додають собі додаткові органи та м'язи з інших людей.
- У мультсеріалі «Ферма потвори» одним із головних героїв є монстр Франкенсвин — помісь свині та Потвори Франкенштайна. Його творець — вчений на прізвище Гарлофф, що є відсиланням до актора Бориса Карлоффа.
- В епізоді «Treehouse of Horror XIV» мультсеріалу «Сімпсони» використано цей образ.
- У фільмі «Солдатики» на 62 хвилині використано стилістику створення Потвори Франкенштайна.
- У фільмі «Музей воскових фігур: Загублені в часі» 1992 року, герої, в одному з вимірів зустрічають барона Франкенштайна і його потвору.
- У багатосерійному короткометражному мультфільмі «Монстр Гай», однією з головних героїнь є Френкі Штайн, дочка монстра.
- У книгах Террі Пратчетта серія «Дискосвіт» фігурує «клан Ігорів» — людей, які фактично складають себе самі з частин померлих родичів. Будь-який Ігор упевнено може сказати, що в нього татові руки, дідові очі, дядькові ноги.
- У коміксах Marvel вампір-учений Морбіус оживив убитого борця зі злочинністю Карателя — Френка Кастла, перетворивши його на зомбі на ім'я Франкенкастл, для захисту інших монстрів.
- У серіалі «Могутні рейнджери» (а саме в 25 і 26 серіях 1 сезону) Потвора Франкенштайна служить одним з рядових монстрів лиходійки Рити Репульси.
- У серіалі «За межею» в одному з епізодів геніальний доктор, закоханий у померлу балерину, тіло якої використано в донорській програмі, викрадав її органи й частини тіла у реципієнтів, щоб, об'єднавши їх з її останками, воскресити її. Однак, воскресивши й зазирнувши в очі, розуміє, що він створив не людину.
- Абсурдна комедія жахів Франкеншльондра (Frankenhooker) (1990) пародіює історію доктора Франкенштайна. На цей раз жінку-монстра створюють з частин мертвих повій, і вона потім розважається на Таймс-сквер.
- У грі World of Tanks Blitz від 15 до 30 жовтня 2015 року, на гелловінський марафон можна було отримати унікальну машину — Франкенштанк. Відрізняється легендарною концепцією — зібраний з частин різних бойових машин (корпус від Tiger (P), башта від КВ-4, гармата на вибір гравця — або корабельна 130-мм Б-13, або 105-мм Т5Е2). Цілковита вигадка розробників гри, нічого спільного з реальністю не має.

## Образ у сучасній популярній філософії
- Марк Роулендс[en] у книзі «Філософ на краю Всесвіту» використовує образ Потвори Франкенштайна для ілюстрації положення філософії екзистенціалізму про «вкинутість» людини у світ, про те, що «ви змушені жити в обставинах, яких не вибирали; із зовнішністю, від якої із задоволенням би відмовилися; зі здібностями й пристрастями, яких не в змозі пояснити»[5].
- Нерідко образ Потвори використовують як метафору, маючи на увазі щось штучне, протиприродне.